# KDE Plasma 5
KDE Plasma 5是一套由KDE所編寫的圖形介面殼層，是KDE Plasma 4的繼承者，最初穩定版本於2014年7月15日釋出。其继任版本Plasma 6已于2024年二月28日发布。

## 概觀

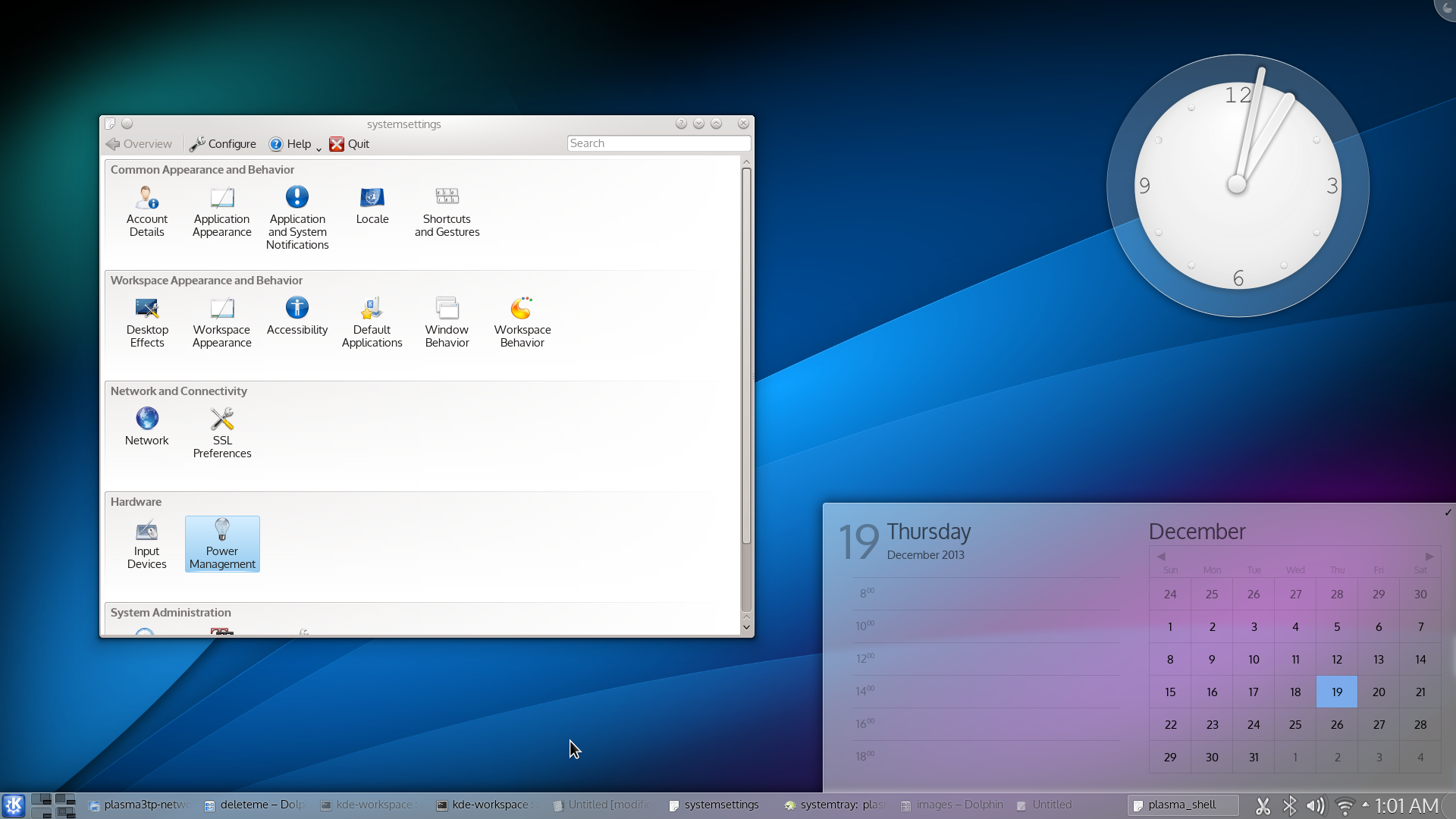
Plasma 5的第一個技術預覽版本，當時官方稱為Plasma 2。

### 軟體架構
KDE Plasma 5使用並建基於Qt 5及KDE Frameworks 5之上。Plasma 5.0改進了對HiDPI顯示器的支援，且帶來了一個融合的圖形介面殼層，可以在不同的目標設備上切換不同的殼層。而一些看不見的改變則包括了遷移到了一個新的，有著完整硬體加速支援的顯示堆疊，建基於OpenGL／OpenGL ES。

### 視窗系統
因為KDE Plasma 5使用並建基於Qt 5及KDE Frameworks 5之上，因此可以調整後端使用多種視窗系統來顯示，包括了X11及Wayland顯示協定，以及Quartz及GDI+。
Plasma 5完整的將KDE Plasma 4遷移到QtQuick。而Qt 5的QtQuick 2則使用了具備了硬體加速功能的OpenGL(ES)來合成並渲染螢幕上的圖形。這可以讓圖形渲染的重擔完整的轉移到顯示卡上，讓顯示速度更快且更節能。而因為圖形合成器的內部變更，對於Wayland的支援已经在后续的版本中實現。

### 開發
因為KDE Software Compilation分割為KDE Frameworks 5、KDE Plasma 5及KDE Applications 5，每一個子專案都可以選擇他們自己的開發步伐。而KDE Plasma 5則是使用了自己的發佈時間表，每三個月有一個新功能版本的釋出，且中間的每個月都會有錯誤修復版本。

### 工作空间
最新的 Plasma 5 包含以下工作空间:
- Plasma Desktop 适用于以键盘和鼠标操作的电脑，如笔记本和台式机等设备
- Plasma Mobile 适用于智能手机
- Plasma Bigscreen 适用于电视机和机顶盒，支持语音交互[12]
- Plasma Nano, 适用于嵌入式和支持触摸的设备，[13] 比如 Iot 和 汽车

## 使用Plasma的Linux发行版
Plasma 5是以下Linux发行版的默认桌面环境（或默认桌面环境之一）： 
- Fedora – Fedora KDE Plasma Desktop Edition是官方的Fedora spin之一[14]
- KDE neon[15][16]
- KaOS[17]
- Kubuntu
- Manjaro –  Manjaro KDE edition[18][19]
- Netrunner
- PCLinuxOS
- openSUSE[20]
- Solus Plasma[21]
- SteamOS 3.0[22]
- Feren OS Modern[23] – Feren OS Classic 使用 Cinnamon 桌面环境
- Slackware Current[24]
- EndeavourOS[25]

## 外部連結
- 官方网站
- Plasma使用者wiki （页面存档备份，存于）
- Plasma開發者wiki（页面存档备份，存于）